# Public Bank
Public Bank est une banque basée à Kuala Lumpur. Elle possède des filiales au Cambodge et à Hong-Kong, et est associée à une banque au Viêt Nam.

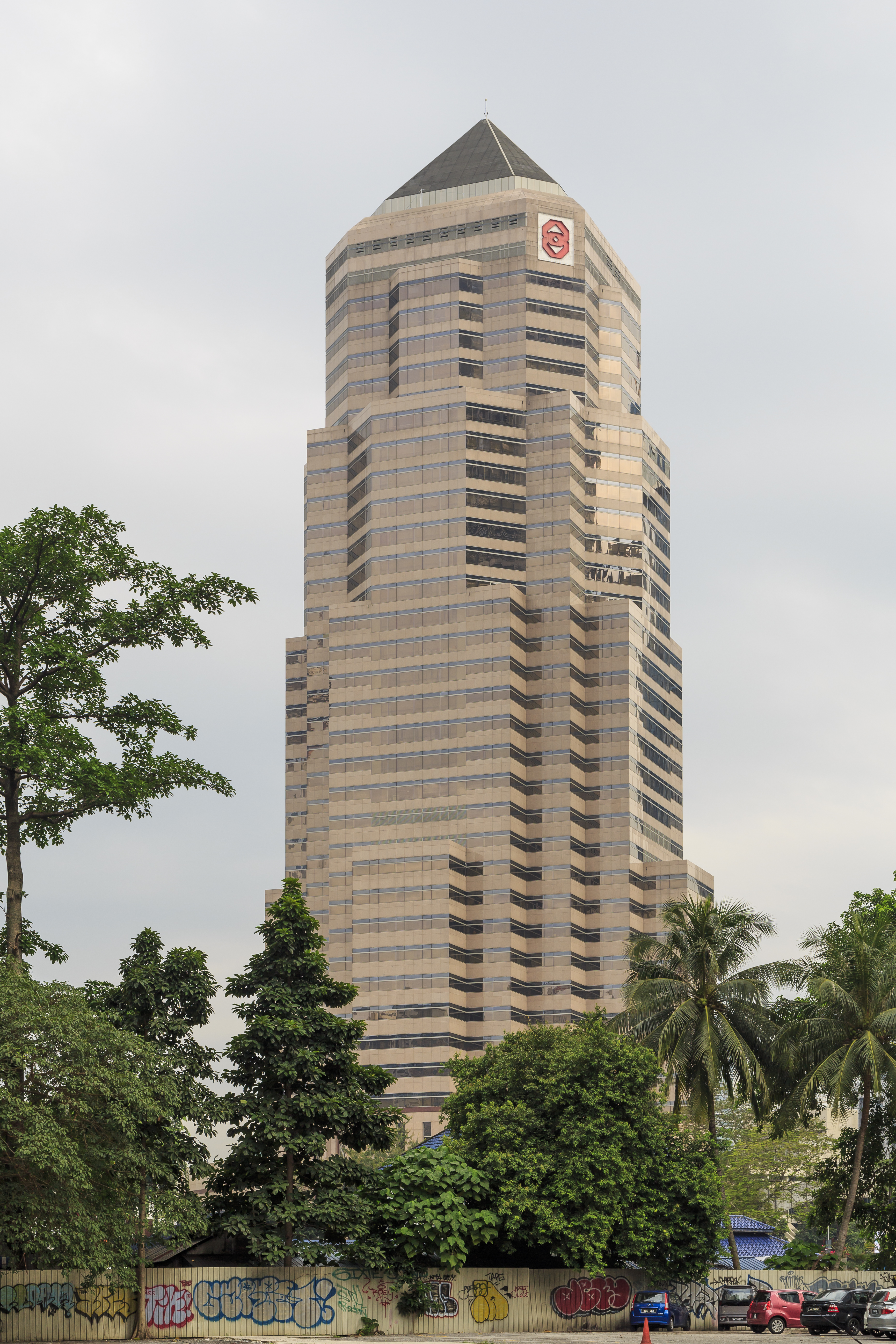
Le siège de la banque à Kuala Lumpur